# Salts als Jocs Olímpics d'estiu de 2016
Els Salts als Jocs Olímpics d'Estiu de 2016 es van disputar del 7 al 19 d'agost de 2016 al Parc Aquàtic María Lenk a Rio de Janeiro (Brasil). Es van disputar les proves de trampolí de 3 metres, plataforma de 10 metres, individuals i sincronitzats per cada gènere, fent un total de 8 proves.

## Classificació
Un NOC podrà portar un màxim de 16 saltadors, 8 homes i 8 dones. A cada prova individual es podran classificar un màxim de dos saltadors per NOC i en els salts sincronitzats una parella per NOC.
Pels salts individuals:
- Es classificaran els finalistes del Campionat del Món de 2015
- Els cinc guanyadors de les proves continentals.
- Un màxim de 18 semifinalistes de la Copa del Món de Salts de 2016

Pels salts sincronitzats:
- Es classificaran els medallistes del Campionat del Món de 2015
- El top-4 de cada prova de la Copa del Món de Salts de 2016
- La nació organitzadora (Brasil)

Nota: Les places no són nominatives, és a dir, les places aconseguides són pel país no pels saltadors.

## Medaller
| Pos.  | País            | Or | Plata | Bronze | Total |
| 1     | R.P. de la Xina | 5  | 1     | 1      | 7     |
| 2     | Regne Unit      | 1  | 1     | 1      | 3     |
| 3     | Estats Units    | 0  | 2     | 0      | 2     |
| 4     | Itàlia          | 0  | 1     | 1      | 2     |
| 5     | Malàisia        | 0  | 1     | 0      | 1     |
| 6     | Alemanya        | 0  | 0     | 1      | 1     |
| 6     | Austràlia       | 0  | 0     | 1      | 1     |
| 6     | Canadà          | 0  | 0     | 1      | 1     |
| Total | Total           | 6  | 6     | 6      | 18    |

## Medallistes

### Homes
| Event                                | Or                                      | Plata                                        | Bronze                                     |
| Trampolí 3 m detalls                 | Cao Yuan · R.P. de la Xina              | Jack Laugher · Regne Unit                    | Patrick Hausding · Alemanya                |
| Plataforma 10 m detalls              | Chen Aisen · R.P. de la Xina            | Germán Sánchez · Mèxic                       | David Boudia · Estats Units                |
| Trampolí 3 m sincronitzat detalls    | Chris Mears / Jack Laugher · Regne Unit | Sam Dorman / Michael Hixon · Estats Units    | Cao Yuan / Qin Kai · R.P. de la Xina       |
| Plataforma 10 m sincronitzat detalls | Chen Aisen / Lin Yue · R.P. de la Xina  | David Boudia / Steele Johnson · Estats Units | Tom Daley / Daniel Goodfellow · Regne Unit |

### Dones
| Event                                | Or                                         | Plata                                          | Bronze                                       |
| Trampolí 3 m detalls                 | Shi Tingmao · R.P. de la Xina              | He Zi · R.P. de la Xina                        | Tania Cagnotto · Itàlia                      |
| Plataforma 10 m detalls              | Ren Qian · R.P. de la Xina                 | Si Yajie · R.P. de la Xina                     | Meaghan Benfeito · Canadà                    |
| Trampolí 3 m sincronitzat detalls    | Shi Tingmao / Wu Minxia · R.P. de la Xina  | Tania Cagnotto / Francesca Dallapé · Itàlia    | Maddison Keeney / Anabelle Smith · Austràlia |
| Plataforma 10 m sincronitzat detalls | Chen Ruolin / Liu Huixia · R.P. de la Xina | Cheong Jun Hoong / Pandelela Rinong · Malàisia | Meaghan Benfeito / Roseline Filion · Canadà  |